# Steve Arrington
Pour les articles homonymes, voir Arrington.
Steve Arrington, né le 5 mars 1956 à Great Lakes (Illinois) est un chanteur, batteur et percussionniste américain. Il est connu comme membre du groupe de funk Slave, et comme artiste solo avec les titres Feel So Real et Dancin' In the key of life.

## Biographie
A 8 ans, ses parents lui achètent son premier kit de batterie et il apprend ainsi à jouer seul ou en groupe à l'école. Ses premières inspirations viennent des morceaux de James Brown, Archie Bell et Sly Stone. Puis vers l'âge de 16 ans, il s'oriente vers le Jazz fusion (Billy Cobham, Bill Bruford, Tony Williams, Lenny White)
Il est percussionniste dans le groupe The Soul Agents formé par son demi-frère, avec Junie Morrison, Marvin Pierce et Marvin Craig (Lakeside).
Il a passé la majeure partie de sa scolarité au Lycée Nettie Lee Roth High School à Dayton, Ohio, où il rencontre Danny Webster, Mark Drac Hicks, Mark Adams et Floyd Miller en classe de sixième.
Après le lycée, Steve Arrington part sur la côte ouest des États-Unis et rencontre Coke Escovedo qui lui propose d'être le batteur pour sa tournée, parmi Sheila E, Carlos Santana, Eddie Henderson, Ray Obiedo.
Il intègre ensuite Slave à la suite de l'appel de Mark Adams qui cherche un nouveau batteur. Sur l'album The Concept, Steve participe en tant que chanteur, percussionniste et batteur.
Il devient le chanteur principal du groupe à partir du morceau Just A Touch Of Love, et pour le remplacer sur scène, recrute Roger Parker, batteur du groupe Faze-O.
En 1980, il sort son premier morceau en solo Summertime Lovin' sur le label Salsoul Records. Il quitte Slave après l'album Show Time.
En 1982, il forme le groupe Steve Arrington's Hall Of Fame et sort un premier album  contenant notamment les morceaux Nobody Can Be You et Weak At The Knees.
En 1984 sort le deuxième album du groupe, Positive Power.
En 1985, il sort son premier disque solo Dancin' In The key Of Life, son plus gros succès à ce jour.
Sortent ensuite les albums Jammin' National Anthem (1986), Jam Packed (1987), Pure Thang (2009), Higher (2013) , Way Out compilation 80-84 (2014).

## Héritage
Depuis l'avènement du Hip-hop, sa musique est régulièrement samplée, notamment par Ice Cube, N.W.A, Jermaine Dupri, Jay-Z, A Tribe Called Quest, Mariah Carey, Malka Family, Snoop Dogg, Pharrell, LL Cool J, Deee-Lite, Public Enemy, 2Pac.
A Guy Called Gerald le cite comme une de ses inspirations.
Ses chansons ont été reprises par Gloria Gaynor, The Black Flames, CJ Lewis, Keith Sweat, Hattie Littles, Masters At Work, Kenny Blake, Vikter Duplaix, Cornell Carter.

## Discographie
Avec classements dans les charts entre parenthèses,,,,

### Albums studio

#### Steve Arrington's Hall Of Fame
- 1983 : Steve Arrington's Hall Of Fame I (en) (US R&B #12)
- 1984 : Steve Arrington's Hall of Fame Positive Power (US R&B #36)

#### Steve Arrington
- 1985 : Dancin' In The Key Of Life (en) (US R&B #32 / UK #41)
- 1986 : The Jammin' National Anthem
- 1987 : Jam Packed (US R&B #50)
- 2009 : Pure Thang
- 2014 : Way Out (80-84) (compilation)
- 2020 : Down to the Lowest Terms: The Soul Sessions

#### Collaborations et Participations
- 1978 : Slave - The Concept (US #78 / US R&B #11)
- 1979 : Slave - Just A Touch Of Love (US #92 / US R&B #11)
- 1980 : Slave - Stone Jam (US #53 / US R&B #5)
- 1980 : Aurra - Aurra
- 1981 : Slave - Show Time (US #46 / US R&B #7)
- 1982 : Odyssey - Happy Together (UK #21)
- 1990 : Three Times Dope - Live From Acknickulous Land
- 1991 : Kool Moe Dee - Funke Funke Wisdom
- 1993 : A Tribe Called Quest - Midnight Marauders  (UK #70)
- 1997 : LL Cool J - Phenomenon (UK #37)
- 2013 : Steve Arrington + Dam-Funk - Higher
- 2013 : 7 Days Of Funk - 7 Days Of Funk
- 2014 : Wildchild - T.G.I.F.
- 2016 : Homeboy Sandman - Kindness for Weakness
- 2021 : MonoNeon - Basquiat & Skittles Album
- 2022 : J.Rocc - A Wonderful Letter

### Singles

#### Steve Arrington's Hall Of Fame
- 1982 : Way Out (US Dance #49 / US R&B #68)
- 1983 : Nobody Can Be You (US Dance #23 / US R&B #18)
- 1983 : Hump To The Bump (US R&B #25)
- 1983 : Weak At The Knees (US R&B #33)
- 1984 : Sugar Momma Baby
- 1984 : 15 Rounds (US R&B #85)

#### Steve Arrington
- 1980 : Summertime Lovin'/Special Effects from Mars
- 1985 : Feel So Real (US #104 / US Dance #5 / US R&B #17 / UK #5 / France Club #11)
- 1985 : Dancin' In The Key Of Life (US #68 / US Dance #2 / US R&B #8 / UK #21)
- 1985 : She Just Don't Know
- 1985 : Turn Up The Love (US R&B #80)
- 1986 : The Jammin' National Anthem (US R&B #42)
- 1986 : Homeboy (US R&B #28)
- 1987 : Stone Love (US R&B #33)
- 1988 : Lost And Found (You Can Find Me Present) (US R&B #90)
- 1991 : No Reason (US R&B #89)
- 2011 : Goin Hard
- 2015 : Without Your Love
- 2020 : The Joys of Love

#### Collaborations et participations
- 1978 : Slave - Stellar Fungk (US R&B #14)
- 1978 : Slave - Just Freak (US R&B #64)
- 1979 : Slave - Are You Ready For Love
- 1979 : Slave - Just A Touch Of Love (US R&B #9 / US Dance #26 / UK #64)
- 1980 : Slave - Watching You (US #78 / US R&B #6 / US Dance #23)
- 1980 : Aurra - In The Mood (To Groove) / When I Come Home
- 1980 : Slave - Feel My Love (US R&B #62 / US Dance #23)
- 1981 : Slave - Snap Shot (US #91 / US R&B #6 / US Dance #21)
- 1981 : Slave - Wait For Me (US R&B #20 / US Dance #21)
- 1986 : Stop The Madness - Stop The Madness (Dance Version Edit)
- 2010 : Dam-Funk - Hood Pass Intact
- 2020 : Thundercat - Black Qualls

## Liens Externes
- Site officiel
- Ressources relatives à la musique :   - AllMusic
  - Bandcamp
  - Billboard
  - Discogs
  - Last.fm
  - MusicBrainz
  - Muziekweb
  - Rate Your Music
  - Songkick
  - SoundCloud
- Ressource relative à l'audiovisuel :   - IMDb
- Notices d'autorité :   - VIAF
  - ISNI
  - BnF (données)
  - LCCN
  - GND
  - Pays-Bas
  - WorldCat
- http://daily.redbullmusicacademy.com/2016/07/steve-arrington-drummer-interview
- « Archives des Steve Arrington », sur Funk-U (consulté le 31 décembre 2023)
- https://www.factmag.com/2014/08/15/funk-and-roll-junky-steve-arrington-journey-from-slave-to-stones-throw/